# Fibre Channel
Fibre Channel (FC) je protokol za prijenos podataka velikom brzinom koji omogućuje urednu isporuku neobrađenih blokova podataka bez gubitaka. Fibre Channel prvenstveno se koristi za povezivanje na sustav za računalnu pohranu podataka s poslužiteljima u mrežama za pohranu podataka zvanom Storage Area network (SAN). Mreže Fibre Channel omogućuju visoku brzinu prijenosa podataka između sustava SAN za računalnu pohranu i poslužitelja. Podaci se prenose u blokovima, što omogućuje brzu i učinkovitu isporuku velikih količina podataka.
Mreže Fibre Channel tvore strukturu u kojoj specijalizirani preklopnici Fibre Channel u mreži rade usklađeno kao jedan veliki preklopnik. Fibre Channel obično koristi optička vlakna unutar i između podatkovnih centara, ali također može raditi upotrebom bakrenih kablova. Podržane brzine prijenosa podataka uključuju 1, 2, 4, 8, 16, 32, 64 i 128 gigabita u sekundi. Industrija navedene Fibre Channel propusnosti sada označava kao Gigabit Fibre Channel (GFC).
Za rad Fibre Channel SAN sustava potrebno je:
- Mrežne kartice Fibre Channela (HBA) na strani poslužitelja.
- Preklopnici Fibre Channela
- Storage Area network (SAN)  Fibre Channela.

Postoje različiti protokoli više razine za Fibre Channel, uključujući dva za pohranu na razini blokova:  
- Fibre Channel Protocol (FCP) je protokol koji prenosi naredbe SCSI preko mreža Fibre Channel i najčešći je u upotrebi.
- FICON je protokol koji prenosi naredbe ESCON, koje koriste računala IBM mainframe, preko Fibre Channela[7].

Fibre Channel je standardiziran u tehničkom odboru T11 Međunarodnog odbora za standarde informacijske tehnologije (INCITS), akreditiranom odboru za standarde Američkog nacionalnog instituta za standarde (ANSI).
Dvije osnovne i najvažnije karakteristike mreža Fibre Channel su isporuka prema redoslijedu slanja te isporuka neobrađenih blokova podataka bez gubitaka. Isporuka bloka neobrađenih podataka bez gubitaka postiže se na temelju takozvanog kreditnog mehanizma.

## Vanjske poveznice
- Fibre Channel Industry Association (FCIA)
- INCITS technical committee responsible for FC standards(T11)
- IBM SAN Survival Guide
- Introduction to Storage Area Networks
- Fibre Channel overview
- Fibre Channel tutorial (UNH-IOL)
- Storage Networking Industry Association (SNIA)
- Virtual fibre Channel in Hyper V
- Multipath i Fibre channel u Proxmox VE